# Лукаш Шумовський
Лукаш Ян Шумовський (пол. Łukasz Jan Szumowski, нар. 3 червня 1972, Варшава) — польський лікар-кардіолог, електрофізіолог і політик. Професор медичних наук. Заступник секретаря міністерства науки та вищої освіти (2016—2018 роки), міністр охорони здоров'я в першому і другому урядах Матеуша Моравецького (2018—2020 роках). Посол Сейму IX скликання. З 2022 року — директор Національного інституту кардіології у Варшаві.

## Біографія

### Навчання і медична діяльність
Лукаш Шумовський народився 3 червня 1972 року у Варшаві. Випускник 1991 року VI загальноосвітнього ліцею ім. Тадеуша Рейтана у Варшаві. У 1997 році Шумовський закінчив Варшавський медичний університет. Після завершення навчання він разом із дружиною місяць працював у Колкаті в притулку, оргаанізованому Матір'ю Терезою. У 1998 році Шумовський розпочав працювати в інституті кардіології імені примаса Польщі кардинала Стефана Вишинського у Варшаві, де 19 червня 2002 захистив докторську дисертацію на тему «Фактори ризику розвитку фібриляції передсердь у хворих з синдромом Вольфа — Паркінсона — Вайта» (пол. Czynniki ryzyka migotania przedsionków u chorych z zespołem Wolffa, Parkinsona i White’a), науковим керівником якої був Францішек Вальчак, а рецензентами Марія Труш-Ґлюза і Ґражина Свянтецька. У 2004—2011 роках був завідуючим лабораторії електрофізіології, та був членом наукової ради інституту. Одночасно Шумовський був заступником голови профспілкової ради інституту. Габілітацію отримав 26 січня 2010 року також в інституті кардіології. У 2011 році він став завідуючим І клініки порушень ритму серця. 2 червня 2016 року Шумовський отримав науковий ступінь професора медичних наук, номінацію в цьому ж місяці вручив президент Анджей Дуда. 12 вересня 2017 року став заступником голови наукової ради інституту кардіології, у цьому ж році став головним редактором видання «Heart Beat Journal». З 1 лютого 2022 року — директор Національного інституту кардіології імені кардинала Стефана Вишинського у Варшаві.
Лукаш Шумовський є членом польських і закордонних наукових товариств, зокрема Європейського товариства кардіологів і Польського кардіологічного товариства. Він є автором або співавтором більш ніж 150 наукових робіт, а також науковим керівником кількох докторських дисертацій та рецензентом кількох наукових та габілітаційних робіт. Працював також лікарем у кількох закритих медичних закладах.

### Підприємницька діяльність
Лукаш Шумовський був одним із співвласників низки приватних закладів:
- «Kardiosystem» (2009)[18][19],
- «Kardiosystem Przychodnia» (2013—2016)[20][21],
- «Kardiosystem Alpejska» (2013—2016)[22][23],
- «Kardiosystem Zabiegi» (2015—2017)[24][25],
- «Necor»[26][27][28][29],
- «Szumowski Investments» (2015—2016)[30][31],
- «Vestera» (з 2015)[32],
- «Szumowski Assets» (з 2016).[33]

### Політична діяльність
З 2011 року Лукаш Шумовський був керівником відділу наук про життя в міністерстві науки та вищої освіти Польщі. 24 листопада 2016 року він став заступником держсекретаря цього ж міністерства, яким на цей час керував Ярослав Ґовін. У міністерстві відповідав, зокрема, за створення Національного агентства академічних обмінів та проєкту створення Інституту медичної біотехнології, він також займався параметризацією наукових журналів і дослідницьких центрів. Він також виступав за створення центрального агентства медичних досліджень у Польщі, та зосередження уваги на розвитку сектору медичної біотехнології.
9 січня 2018 року в рамках переформатування уряду Матеуша Моравецького був призначений міністром охорони здоров'я, замінивши на цій посаді Константи Радзивіла. На виборах 2019 року балотувався до Сейму з першого місця в списку «Права і справедливості» у виборчому окрузі Плоцьк. Був обраний депутатом 9-го терміну, отримавши 35798 голосів виборців.
19 листопада 2019 року знову зайняв посаду міністра охорони здоров'я, увійшовши до другого уряду Матеуша Моравецького. Шумовський здобув велику популярність під час епідемії коронавірусної хвороби, і тривалий час за опитуваннями громадської думки утримував позицію найбільш шанованого політика в Польщі.
У травні 2020 року опублікована інформація про отримання родиною міністра грантів Національного центру досліджень і розвитку на суму 150 мільйонів злотих. Додаткову скандальність цій інформації додавав той факт, що членом комісій, які призначали частину з цих грантів, був брат міністра Мартін. У цьому ж місяці посли від Громадянської коаліції внесли постанову про вотум недовіри міністру. Постанова була відхилена на засіданні Сейму 5 червняa (за 213, проти 237, утримались 0, не голосували 10, потрібна більшість 231).
18 серпня 2020 року Лукаш Шумовський подав заяву про відставку з поста міністра охорони здоров'я. 20 серпня 2020 року президент країни звільнив Шумовського з поста міністра охорони здоров'я.
28 січня 2022 року Шумовський подав заяву про складення обов'язків посла Сейму, а 1 лютого 2022 року перестав бути послом.

### Інша діяльність
Лукаш Шумовський також співпрацює з низкою неурядових організацій:
- фондом «Kresy w potrzebie — Polacy Polakom» (з 2012 року є членом наглядової ради[49]),
- фондом і товариством хворих «Serce dla Arytmii»[4],
- академічною корпорацією «Arkonia», як філістер.[50]

У 2014 році Лукаш Шумовський був одним із підписантів «Декларації віри католицьких лікарів і студентів медицини з питань статі і плідності людини». У 2018 році як міністр охорони здоров'я брав участь у загальнопольському хресному ході служби охорони здоров'я, під час якої проведено акт присвячення служби охорони здоров'я Польщі Божій Матері.

## Особисте життя
Лукаш Шумовський одружений з лікарем-анестезіологом Анною Генрикою Шумовською (1972 року народження), у подружжя 4 дітей — Ян, Станіслав, Стефан і Марія. Він є віруючим католиком, належить до лицарів Мальтійського ордену. Як аматор займається боксом.

## Нагороди і відзнаки
Лукаш Шумовський є співавтором нагороджених наукових робіт. У 2010 році отримав нагроду від керівника Польського кардіологічного товариства «за оригінальний науковий доробок і новаторські розв'язання рішень у галузі клінічної кардіології».
29 квітня 2020 року під час гала-концерту з нагоди сьомого дня народження телеканалу «Telewizja Republika», організованого через пандемію COVID-19 у формі відеоконференції, він виступив із промовою, у якій подякував глядачам за присвоєння йому звання «Особистість року 2019», і зазначив, що «ця нагорода також є відзнакою для всіх медичних працівників, які борються за життя та здоров'я поляків в час пандемії».